# Flughafen Bukoba

i7
i11
i13
Der Flughafen Bukoba (IATA-Code: BKZ, ICAO-Code: HTBU) ist ein kleiner Flughafen im Nordwesten von Tansania. Er liegt östlich des Stadtzentrums von Bukoba, der Hauptstadt der Region Kagera, direkt am Victoriasee.

## Geschichte
Die britische Regierung baute den Flughafen als Kolonialmacht in den Jahren des Zweiten Weltkriegs. Bei einer umfassenden Sanierung wurden 2009 die Landebahn verlängert und asphaltiert, das Terminal erweitert und Rollwege angelegt.

## Kenndaten
Der Flughafen wird von der staatlichen Behörde Tanzania Airports Authority (TAA) verwaltet.
- Abkürzungen: Der Flughafen hat den IATA-Code BKZ und den ICAO-Code HTBU.[2]
- Start- und Landebahn: Die asphaltierte Piste ist 1382 m lang und 28 m breit. Sie liegt in der Richtung 13/31 in einer Höhe von 1153 m über dem Meer.[3][4]

## Fluggesellschaften und Ziele
Air Tanzania fliegt nach Mwanza, Precision Air bietet Dreiecksflüge von Daressalam über Bukoba nach Mwanza an (Stand 2022).

## Statistik
Das Passagieraufkommen des Flughafens nahm zu:
| Jahr    | Passagiere |
| ------- | ---------- |
| 2014/15 | 28.693     |
| 2015/16 | 33.124     |
| 2019/20 | 45.450     |
| 2020/21 | 44.489     |

## Zwischenfälle
- Am 21. Mai 1994 streifte eine Maschine des Typs De Havilland Canada DHC-5D der tansanischen Luftwaffe beim Landeanflug einen Baum, stürzte auf ein Gebäude und fing Feuer. Dabei kamen 2 Besatzungsmitglieder ums Leben.[6]

- Am 22. August 2013 fiel bei einem Charterflug von Bukoba nach Sansibar bei einer Beechcraft B200C Super King Air ein Motor aus. Der Pilot wollte nach Arusha ausweichen: Als auch der zweite Motor ausfiel, wasserte er das Flugzeug auf dem Manyara-See. Die 6 Passagiere und der Pilot wurden von Fischern gerettet.[7]

- Am 6. November 2022 endete der Flug einer ATR 42 der tansanischen Precision Air (5H-PWF), die am Flughafen Daressalam gestartet war, etwa 100 m vom Zielort Flughafen Bukoba entfernt im Victoriasee. Von 38 Passagieren wurden nach bisherigen Angaben 19 getötet (siehe auch Precision-Air-Flug 494).[8][9][10]